# 포커 50
포커 50(Fokker 50)은 터보프롭의 추진을 받아 움직이는 여객기로서, 매우 성공적인 포커 F27 프렌드십의 뒤를 잇는다. 포커 60은 포커 50의 화물용 버전이다. 두 항공기 모두 네덜란드의 항공기 제조사 포커에 의해 제조, 지원되었다.

## 설계 명세서

### 일반 특성
- 승무원: 2명
- 좌석: 34인치형 좌석 46개, 30인치형 좌석 56개, 최대 하중 5,500kg (12,125 lb)
- 길이: 25.25 m (82 ft 10 in)
- 날개 길이: 29 m (95 ft 2 in)
- 높이: 8.32 m (27 ft 4 in)
- 날개 너비: 70 m2 (750 sq ft)
- 가로세로비: 12.01
- 자체 중량: 13,400kg (29,542lb)
- 최대 이륙 중량: 20,820kg (45,900lb)
- 연료 용량: 4,120 kg (9,090 lb)
- 기체 너비: 2.70m (8.86 ft)
- 객실 너비: 2.50m (98.5 in)
- 동력: 2 × Pratt & Whitney Canada PW125B 터보프롭 엔진, 각각 1,864 kW (2,500 hp)
- 프로펠러: 6단 도비 로톨 복합 프로펠러, 직경 3.66m (12ft 0in)

### 성능
- 최대 속도: 565 km/h (351 mph; 305 kn), 마하 0.507
- 순항 속도: 500 km/h; 311 mph (270 kn)
- 항속 거리: 1,667 km; 1,036 mi (900 nmi)
- 실용 상승 한도: 7,620 m (25,000 ft)
- 날개 무게: 297.4 kg/m2 (60.9 lb/sq ft)
- 이륙 고도: 1,350 m (4,430 ft) - ISA, SL, MTOW
- 착륙 고도: 1,130 m (3,710 ft) - ISA, SL, MLW

## 현재 운용 현황

### 포커 50 민간 운용
이란
- 카룬 항공 (5)
- 키슘 항공 (4)
- 키시 항공 (6)

 케냐
- 스카이워드 인터내셔널 (8)

 스웨덴
- Amapola Flyg (13)

 파나마
- Air Panama (2)

### 포커 50 군사/정부용
페루
- Peruvian Naval Aviation.

 대만
- 중화민국 공군 - VIP 수송용

 싱가포르
- 싱가포르 공군 - UTA(Utility Transport Aircraft), MPA(Maritime Patrol Aircraft)

 탄자니아
- Tanzania Government Flight Agency - VIP 수송용

 태국
- Royal Thai Police

## 같이 보기
- ATR 42
- 일류신 Il-114
- 사브 2000